# Azuragrion kauderni
Azuragrion kauderni – gatunek ważki z rodziny łątkowatych (Coenagrionidae).